# Heinrich Lampert
Heinrich Lampert (* 16. Dezember 1874 in St. Johann (Saar); † 10. Januar 1933 ebenda) war ein deutscher Unternehmer und Präsident der Handelskammer Saarbrücken.

## Leben
Heinrich Lampert war der Sohn des Kaufmanns Heinrich Lampert († 1901) und dessen Ehefrau Erna Fritz. Nach dem Besuch des Gymnasiums in Saarbrücken schloss sich eine Ausbildung zum Kaufmann im väterlichen Geschäft in Saarbrücken an. Auch in der Schweiz sowie in Nordfrankreich, Antwerpen und London wurde er ausgebildet. Nach dem Tod seines Vaters im Jahre 1901 übernahm er  die Firma Heinrich Lampert GmbH Kolonialwaren- und Lebensmittelgroßhandlung als Leiter und Mitinhaber. 1928 folgte die Gründung der Firma  „HeLa“ (seine Initialen), die 1969 in die Unternehmensgruppe Distributa aufging. 

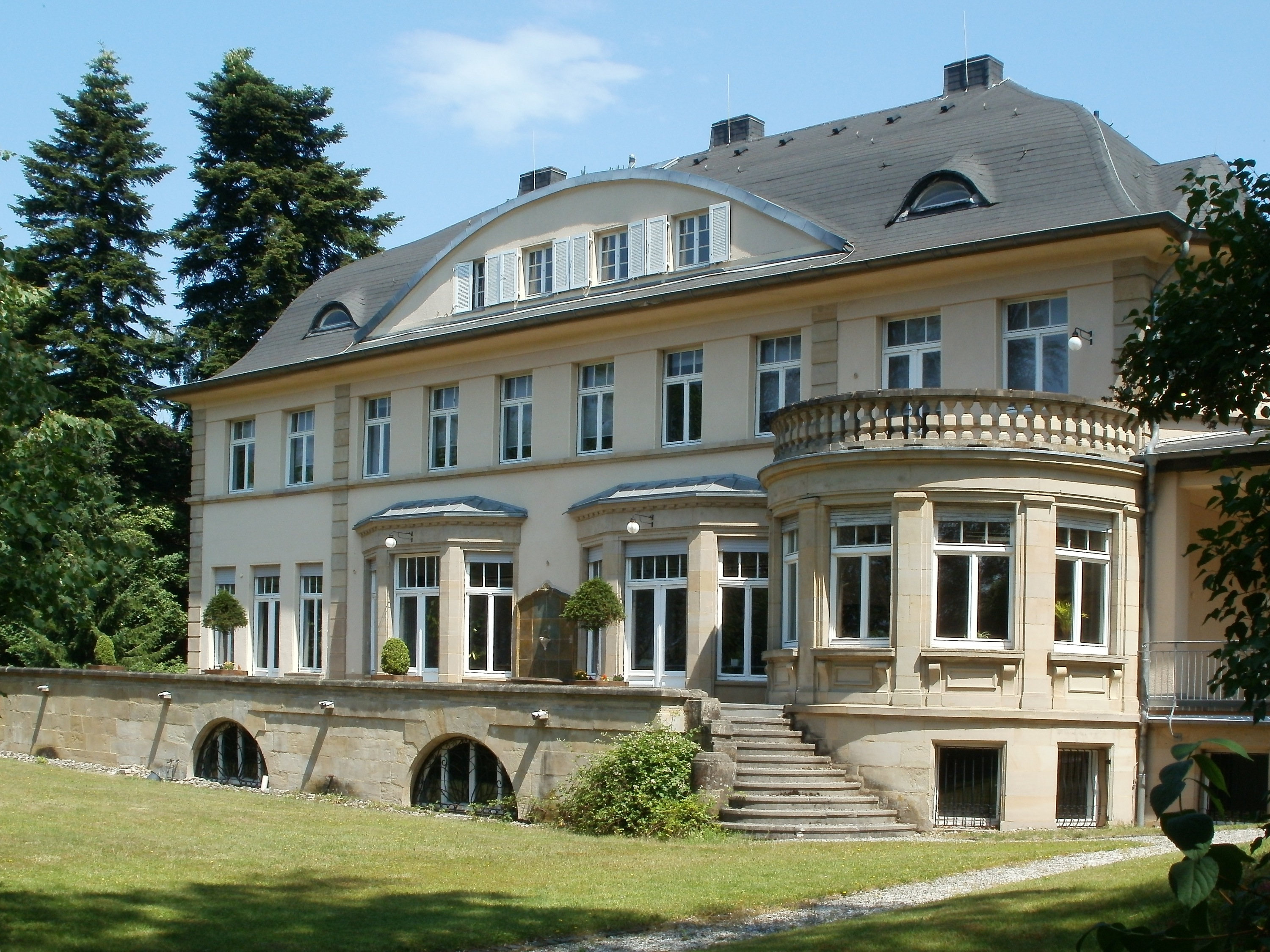
Villa Lampert, seit 1993 Haus der Bauwirtschaft

1924 ließ er durch den Architekten Christian Towae in seinem Heimatort eine Villa errichten, die nach dem Zweiten Weltkrieg von der französischen Verwaltung als  Staatliche Hochschule für Musik, in den 1970er Jahren als Sitz der Verwaltung der Fachhochschule für Sozialpädagogik genutzt wurde und von 1993 an als Haus der Bauwirtschaft dient.

## Öffentliche Ämter
- Vor 1930 Erster stellvertretender Vorsitzender der Handelskammer Saarbrücken
- Vorsitzender der Ortsgruppe Saarbrücken im Reichsverband des deutschen Nahrungsmittel-Großhandels
- 1931/1932 Präsident der Handelskammer Saarbrücken

## Sonstiges
Zu Lamperts Ehren wurden in seinem Heimatort St. Johann das Parkhaus Lampertshof sowie die Lampertstraße nach ihm benannt.